# Курово (Торжокский район)
Курово  — деревня в Торжокском районе Тверской области. Входит в состав Грузинского сельского поселения.

## География
Находится в центральной части Тверской области на расстоянии приблизительно 15 км на юг-юго-восток по прямой от районного центра города Торжок.

## История
Деревня была отмечена еще на карте 1825 года. В 1859 году здесь (деревня Новоторжского уезда Тверской губернии) был учтен 21 двор, в 1941 — 24.

## Население
Численность населения: 176 человек (1859 год), 8 (русские 87 %) в 2002 году, 9 в 2010.